# Filip Gavenda
Filip Gavenda (ur. 13 stycznia 1996 w Powaskiej Bystrzycy) – słowacki siatkarz, grający na pozycji przyjmującego, reprezentant Słowacji. 

## Sukcesy klubowe
Superpuchar Hiszpanii:
- 2019, 2020

Puchar Króla Hiszpanii:
- 2020

Liga hiszpańska:
- 2021

Puchar Czech:
- 2023[4]

## Nagrody indywidualne
- 2023: MVP turnieju finałowego Pucharu Czech